# Lubaczów
Lubaczów este un oraș în partea de sud-est a Poloniei, în voievodatul Subcarpatia, nu departe de granița cu Ucraina. La recensământul din 2002 înregistra o populație de 12.458 locuitori.

## Personalități născute aici
- Robert Korzeniowski (n. 1968), atlet.

## Localități înfrățite
Lubaczów este înfrățit cu:
- Érd, Ungaria
- Iavoriv, Ucraina
- Tostedt, Germania
- Reghin, România
- Sobrance, Slovacia
- Levice, Slovacia